# Linea T5 (rete tranviaria dell'Île-de-France)
La linea 5 della rete tranviaria di Parigi, detta anche T5, è una linea che collega Saint-Denis (Senna-Saint-Denis) a Sarcelles (Val-d'Oise). A Saint-Denis la linea incontra la T1.